# Datang Gudi
Datang Gudi (chinesisch 大唐谷地, Pinyin Dà Táng gǔ dì) ist eine Senke im antarktischen Eisschild des ostantarktischen Prinzessin-Elisabeth-Lands. Sie liegt südlich der Region Zhaojun Di in etwa 3100 m Höhe und etwa 900 km landeinwärts der chinesischen Zhongshan-Station.
Chinesische Wissenschaftler benannten sie im Jahr 2000.